# Héliogabale (film)
Pour les articles homonymes, voir Héliogabale (homonymie).
Héliogabale, connu aussi sous le titre alternatif L'Orgie romaine, est un film muet français réalisé par Louis Feuillade et sorti en 1911.

## Synopsis
Le film commence avec le jeune empereur romain Héliogabale qui discute entouré d'une foule de courtisans. Alors que des serviteurs prennent soin de lui, l'un d'eux le blesse par inadvertance. Fou de rage, Héliogabale le fait jeter aux lions. Il s'ensuit une scène de réception, où l'empereur fait donner un spectacle tandis que des pétales de fleurs tombent du plafond. Des lions font irruption, provoquant la panique parmi les courtisans. Des soldats apparaissent. Abandonné par ses convives, l'empereur se retrouve seul face à eux et se fait décapiter hors champ.

## Production
Comme de nombreux péplum de cette période, le film fait partie de la série "Le film esthétique" produit par Louis Gaumont à son retour des États-Unis. Il sort la même année que La Prêtresse de Carthage également réalisé par Louis Feuillade.
Au moins un an avant la sortie du film de Feuillade, André Calmettes avait déjà réalisé un court-métrage Héliogabale qui se concentrait plutôt sur l'épisode de l'enlèvement supposé d'une vestale par l'empereur romain. Selon le chercheur Alexis D'Hautcourt, la notion de copyright était alors floue, et les studios de cinéma n'hésitaient pas à se réapproprier des thèmes déjà abordés par leurs concurrents. Il est donc possible que Feuillade ait été influencé par le film de Calmettes.
En 1910, Déodat de Séverac avait également créé une tragédie lyrique sur ce même sujet et que Feuillade aurait pu voir. Elle est jouée dans un premier temps à Béziers, avant d'être remontée sur Paris en 1911.
Visuellement, certaines scènes du court-métrage ne sont pas sans rappeler des tableaux académiques ou préraphaélites réalisés au XIXe siècle. C'est notamment le cas de la scène de réception où des roses tombent du plafond, qui reprend le thème du célèbre tableau Les roses d'Héliogabale de Lawrence Alma-Tadema (1888).

## Fiche technique
- Titre original : L'Orgie romaine
- Autres titres : Héliogabale ; A Roman Orgy ; Die Löwen des Tyrannen
- Réalisation et scénario : Louis Feuillade
- Société de production : Société des Établissements L. Gaumont
- Pays de producrtion : France
- Format : Muet - Noir et blanc - 1,33:1 - 35 mm
- Genre : Drame
- Durée : 8 minutes
- Date de sortie : 
  - France : 24 novembre 1911

## Distribution
- Jean Aymé : Héliogabale
- Louise Lagrange
- Luitz-Morat
- Léonce Perret
- Renée Carl
- Edmond Bréon